# HTC One SV
De HTC One SV is een smartphone van het Taiwanese bedrijf HTC. Het toestel is een mid-rangetoestel van de HTC One-serie en werd tegelijk uitgebracht met de goedkopere HTC Desire U, die alleen in Azië wordt uitgebracht.

## Software
De One SV is uitgerust met het besturingssysteem van de Amerikaanse zoekgigant Google, Android v4.0, ook wel Ice Cream Sandwich genoemd. Als grafische schil maakt HTC niet gebruik van de standaard ingebouwde gebruikersinterface, maar voegt het bedrijf zijn eigen grafische schil toe, genaamd HTC Sense UI. Dit is alweer de vierde versie van de grafische schil en is helemaal herontworpen zoals eigenlijk was bedoeld, om alles zo ruim mogelijk te laten lijken.

## Hardware
De HTC One SV heeft een Super LCD2-touchscreen van 4,3 inch met een resolutie van 480 bij 800 pixels, wat neerkomt op een pixeldichtheid van 217 ppi. De behuizing is gemaakt van aluminium, wat de telefoon een wat luxueuzer uitstraling geeft dan bijvoorbeeld de Samsung Galaxy S III, die voor het grootste deel uit plastic bestaat. Verder is er een 5 MP-cameralens aan de achterkant aanwezig, met een Smart led-flitser en een 1,6MP-camera aan de voorkant.